# Group 1 Crew
Group 1 Crew ist eine christliche Hip-Hop-Gruppe aus Orlando, Florida, die bei Word Records und Fervent Records unter Vertrag steht.

## Bandgeschichte
Group 1 Crew wurde 2003 von Blanca Callahan, Manwell Reyes und Pablo Villatoro gegründet. Die drei Musiker und Rapper lernten sich in einer Bibelstunde kennen. Sie begannen zusammen zu musizieren und wurden schließlich von Fervent records unter Vertrag genommen. Ihre erste Veröffentlichung fand auf dem christlichen Sampler WOW Hits 2007 (EMI Christian Music Group) statt, der am 3. Oktober 2006 erschien. Sie sind dort mit dem Lied Can’t Go On vertreten.
Etwa einen Monat später erschien die Extended Play I Have a Dream. Im Februar 2007 folgte das erste Studioalbum, benannt nach dem Band-Namen Group 1 Crew. 2008 folgte Ordinary Dreamers, das zweite Album der Gruppe. 2009 erschien mit Outta Space Love das letzte Album als Trio. Pablo Villatoro stieg aus und so machten Manwell Reyes und Blanca Callahan als Duo weiter. Blanca heiratete Ben Callahan, der seit 2006 die Band an der Perkussion unterstützte. 2016 folgte das bisher letzte Album Power. Am 25. Juli 2013 brachte Blanca Reyes Callahan ein Kind zur Welt.
Seit dem ersten Album ist die Band in den christlichen Musikcharts des Billboard-Magazins vertreten. Mit Outta Space Love schaffte es die Band auch auf Platz 96 der Billboard 200.

## Musikstil
Group 1 Crew vermischen verschiedene Einflüsse populärer Musik, insbesondere Hip-Hop, R&B und Gospel. Blanca Reyes Callahan übernimmt dabei den klaren R&B-Gesang, während Manwell Reyes vor allem für den Sprechgesang zuständig ist.

## Diskografie

### Alben
- 2007: Group 1 Crew
- 2008: Ordinary Dreamers
- 2010: Outta Space Love
- 2012: Outta Space Love: The Bigger Love Edition
- 2012: Fearless
- 2016: Power

### EPs
- 2006: I Have a Dream
- 2007: No Plan B
- 2009: Movin’ the EP
- 2010: Spacebound
- 2012: Christmas

### Single-Auskopplungen
- 2007: Can’t Go On
- 2007: Love is a Beautiful Thing
- 2008: (Everybody’s Gotta) Song to Sing
- 2008: Forgive Me
- 2009: Keys to the Kingdom
- 2009: Movin’
- 2009: Our Time
- 2010: Breakdown
- 2010: Walking on the Stars
- 2011: Please Don’t Let Me Go
- 2011: Let’s Go
- 2012: He Said (feat. Chris August)
- 2012: His Kind of Love
- 2012: O Holy Night
- 2012: No Christmas Without You
- 2013: Dangerous

## Preise und Awards
Group 1 Crew gewannen insgesamt fünf Mal den GMA Dove Award der Gospel Music Association:
- 2008: Rap/Hip Hop Album (Group 1 Crew)
- 2009: Rap/Hip Hop Album (Ordinary Dreamers)
- 2010: Rap/Hip Hop Recorded Song of the Year (Movin’)
- 2011: Rap/Hip Hop Recorded Song of the Year (Walking on Stars von Outta Space Love)
- 2011: Rap/Hip Hop Album of the Year (Outta Space Love)